# Distrikt Pachía
Der Distrikt Pachía liegt in der Provinz Tacna in der Region Tacna im äußersten Südwesten von Peru. Der Distrikt hat eine Fläche von 603,68 km². Beim Zensus 2017 wurden 2.062 Einwohner gezählt. Im Jahr 1993 lag die Einwohnerzahl bei 2.073, im Jahr 2007 bei 1.945. Verwaltungssitz des Distrikts ist die 16 km nordöstlich der Großstadt Tacna am Fluss Río Caplina auf einer Höhe von 1095 m gelegene Ortschaft Pachía.
Der Distrikt liegt am Rande der Küstenwüste von Süd-Peru und reicht im Nordosten bis zu den Ausläufern der peruanischen Westkordillere. Der Distrikt grenzt im Westen an den Distrikt Ciudad Nueva, im Nordwesten an die Provinz Tarata, im  Osten an den Palca sowie im Süden an die Distrikte Calana und Pocollay.
Der Distrikt existiert schon seit dem 2. Januar 1857.